# Julius Marmur
Julius Marmur (ur. 1926, zm. 1996) – amerykański biochemik.

## Życiorys
Urodził się w Białymstoku. Pracował między innymi w laboratorium Wacława Szybalskiego. Analizował DNA bakterii Bacillus i opracował procedurę jego izolacji także z drożdży.
Uprawiał biologię molekularną drożdży.
W 1972 roku został nominowany do Nagrody Nobla w kategorii chemia.